# ジョン・ディーエル (第4代カーンワース伯爵)
第4代カーンワース伯爵ジョン・ディーエル（英語: John Dalzell, 4th Earl of Carnwath、1637年以降 – 1702年6月7日）は、スコットランド貴族。

## 生涯
第2代カーンワース伯爵ギャヴィン・ディーエルと1人目の妻マーガレット（Margaret、旧姓カーネギー（Carnegie）、1648年と1663年の間に没、カーネギー卿デイヴィッド・カーネギーの娘）の次男として生まれた。兄ジェームズと同じく、1659年にグラスゴー大学で教育を受けた。
1683年に兄ジェームズが死去すると、カーンワース伯爵位を継承、1688年11月13日に兄の継承者として正式に認定された。スコットランド王国議会に頻繁に登院した。
1696年、ダンフリーズシャーのCommissioner of Supplyを務めた。
1702年6月7日に生涯未婚のまま死去、遠戚ロバート・ディーエル（初代伯爵の次男ジョンの曽孫）が爵位を継承した。